# Neapolitan ragù
Neapolitan ragù (tiếng Napoli: o rraù và tiếng Ý: ragù alla napoletana [raˈɡu alla napoleˈtaːna] hoặc ragù napoletano) là một trong hai loại nước sốt thịt nổi tiếng nhất được gọi là ragù. Nó là đặc sản của Napoli, như tên gọi của nó. Một biến thể khác có nguồn gốc từ Bologna và được gọi trong tiếng Ý là ragù bolognese hoặc ragù alla bolognese.

## Lịch sử
Neapolitan ragù cũng được khen ngợi bởi Eduardo De Filippo trong một bài thơ của ông có nhan đề: 'O rraù.
Tiếng Ý:
 'O rraù ca me piace a me
m' 'o ffaceva sulo mammà.
A che m'aggio spusato a te,
ne parlammo pè ne parlà.
Io nun songo difficultuso;
ma luvàmmel' 'a miezo st'uso

Sì, va buono: comme vuò tu.
Mò ce avéssem' appiccecà?
Tu che dice? Chest'è rraù?
E io m' 'o mmagno pè m' 'o mangià...
M' 'a faje dicere 'na parola?...
Chesta è carne c' 'a pummarola— Eduardo,  'O rraù.

Theo truyền thuyết, ở Napoli vào cuối thế kỷ 14, có Công ty Công lý của Người da trắng đi bộ quanh thành phố để cầu xin "lòng thương xót và hòa bình". Công ty đã đến "Cung điện Hoàng đế" vẫn còn tồn tại qua Tribunali, nơi ở của Carlo, Hoàng đế Constantinople và Maria di Valois con gái của Vua Charles của Anjou. Vào thời điểm đó, cung điện là nơi sinh sống của một quý ông, người luôn thù địch với mọi người, vừa thô lỗ vừa độc ác, và là người mà mọi người đều cố gắng tránh xa. Lời rao giảng của công ty đã thuyết phục người dân làm hòa với kẻ thù của họ, nhưng chỉ có nhà quý tộc cư trú trong "Hoàng cung" quyết định không nhận lời mời của người da trắng, luôn nuôi mối hận thù lâu đời và ngoan cường. Anh ấy đã không bỏ cuộc ngay cả khi đứa con trai ba tháng tuổi, trong vòng tay của y tá, trượt đôi bàn tay nhỏ bé của nó ra khỏi băng và bắt chéo chúng, anh ấy đã khóc ba lần: "Xin thương xót và bình an".
Nhà quý tộc bị mù quáng bởi sự tức giận, anh ta ôm mối hận thù và báo thù, và một ngày nọ, vợ anh ta, để làm anh ta mềm lòng, đã chuẩn bị một đĩa mì ống cho anh ta. Providence đổ đầy đĩa với một loại nước sốt đầy máu. Cuối cùng, cảm động trước thần đồng, người đàn ông bướng bỉnh đã làm hòa với kẻ thù của mình và khoác lên mình chiếc áo dài trắng của Công ty.
Vợ anh, sau một quyết định bất ngờ, lại chuẩn bị món mì ống, một lần nữa, như có phép màu, lại chuyển sang màu đỏ. Nhưng thứ nước sốt bí ẩn đó có mùi thơm lạ mời gọi, rất ngon, và quý ông nếm thử thấy thật ngon.
Vì vậy, cô gọi anh là "raù" cùng tên với con mình.
Trên thực tế, thuật ngữ ragù bắt nguồn từ tiếng Pháp ragoût, chỉ một kiểu nấu thịt và rau, tương tự như món hầm. Chúng ta cũng phải nhớ rằng cà chua đã không đến châu Âu trước cuối thế kỷ 16.

## Chuẩn bị

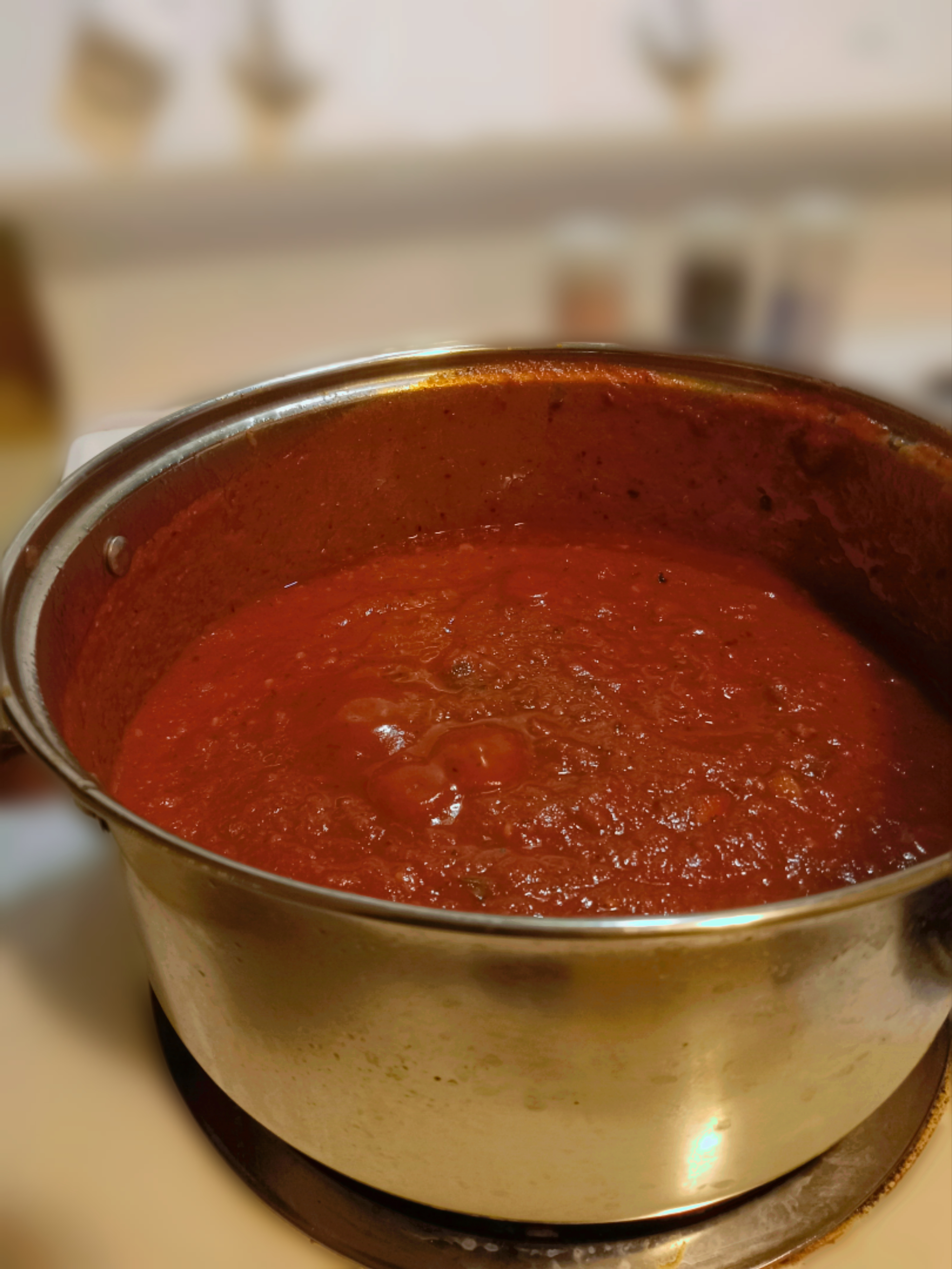
Nước xốt spaghetti

Phiên bản Neapolitan được làm từ 2 phần: thịt và xốt cà cùng một vài loại gia vị được thêm vào. Tuy vậy, một điểm khác biệt chính là cách sử dụng thịt cũng như lượng cà chua trong nước sốt. Các phiên bản Bolognese sử dụng thịt thái nhỏ, trong khi các phiên bản Neapolitan sử dụng thịt nguyên miếng, lấy từ casserole khi được nấu chín và phục vụ như món thứ hai hoặc với pasta. Sở thích cho các thành phần cũng khác nhau. Ở Napoli, rượu vang trắng được thay thế bằng rượu vang đỏ, bơ thay thế bằng mỡ lợn hoặc dầu ô liu, và khá nhiều lá húng tây được thêm vào, nhưng Bolognese ragù không có húng tây. Ở phiên bản Neapolitan, nó cũng có thể được làm phong phú bằng cách thêm nho khô, hạt thông và involtini với các chất trám khác nhau. Sữa và kem không được sử dụng, và một lượng tương đối nhiều nước xốt cà chua được ưu tiên hơn, trái ngược với việc Bolognese sử dụng một lượng tối thiểu. Mùa cà chua ở miền nam Napoli dài hơn nhiều so với ở miền bắc Bologna. Giống như Bolognese, Neapolitan ragù cũng có khá nhiều biến thể, trong đó nổi tiếng nhất là ragù guardaporta (doorman's ragù).

## Biến thể
Neapolitan ragù có nhiều điểm tương đồng và là tổ tiên của "Sunday gravy" trong ẩm thực Ý-Hoa Kỳ, sự khác biệt chính là việc bổ sung nhiều loại thịt hơn trong phiên bản của Hoa Kỳ, nổi tiếng nhất là thịt viên (từ món Spaghetti thịt viên), braciole, xúc xích và sườn cốt lết.